# Washington Beltrán Mullin
Jorge Washington Beltrán Mullin (Montevideo, 6 de abril de 1914 - Montevideo, 19 de febrero de 2003) fue un político, abogado y periodista uruguayo perteneciente al Partido Nacional que se desempeñó como presidente del Consejo Nacional de Gobierno entre 1965 y 1966.

## Familia
Era hijo primogénito de Elena Mullin Moenckeberg y del político Washington Beltrán Barbat, muerto en un duelo con José Batlle y Ordóñez en 1920. 
Al principio lo conocían como "Jorgito", pero tras la muerte de su padre comenzaron a llamarle Washington. Esto haría que este hombre se preocupase toda su vida por defender el legado de su padre.
Casado con Esther Storace Arrosa (hermana del político Nicolás Storace Arrosa), fue padre de seis hijos: Washington (quien se desempeña como uno de los actuales directores de El País), Mercedes, Elena, Diego, Javier y Enrique, quien también ha tenido destacada actuación política y periodística.

## Carrera
Inició su carrera pública al ser electo diputado en 1943 por el Partido Nacional Independiente, siendo reelecto en 1950 y 1954.
Posteriormente, fundó el grupo "Reconstrucción Blanca" (lista 400) y renunció a su banca en 1954, junto con su hermano Enrique. Ambos se habían incorporado a este nuevo grupo pero habían sido elegidos por el Nacionalismo Independiente. En 1958 contribuyó a forjar la Unión Blanca Democrática (UBD) en el seno del Partido Nacional, con listas que salían del herrerismo. 
Fue Senador en 1958 e integró la unión de herreristas disidentes y la UBD. Se forjó así la victoria nacionalista en las históricas elecciones generales de 1958.
Desde 1961 se dedicó a codirigir el diario El País, uno de los diarios de mayor tiraje del Uruguay y del cual su padre había sido cofundador. 
En las elecciones generales de 1962 fue elegido consejero nacional de gobierno. Presidió el Consejo Nacional de Gobierno desde el 7 de febrero de 1965 hasta el 1 de marzo de 1966. Fue notoria su oposición al ascenso a general de Mario Aguerrondo.
Finalizó su vida política como senador en el periodo 1966-1971, siendo reelecto para el siguiente período. En medio de una situación institucional crítica, apoyó el gobierno de Juan María Bordaberry todavía dentro de los cauces democráticos, pero se opuso al desafuero del senador Enrique Erro. Se retira de su actividad política luego del golpe de Estado de 1973.
En 1987 fue designado embajador ante la Santa Sede.
En uno de sus últimos editoriales en el diario llamó a los blancos a votar por Jorge Batlle, en el marco de la segunda vuelta de las elecciones de 1999, en las que la ciudadanía debía elegir entre Batlle y Tabaré Vázquez.
Fallece el 19 de febrero de 2003, siendo sepultado en el Cementerio Central de Montevideo con honores de jefe de Estado.

## Obras
- 1985, Mandato, tinta y pasión.[2]
- 1989, Pamperada blanca.[2]

## Homenajes
- En octubre de 2006 se presentó un sello en homenaje a su trayectoria.[2][6]

- En mayo de 2009 se presentó el libro El legado de un nombre, con la biografía y actuación política y periodística del Dr. Beltrán, de la autoría del Dr. Hernán Navascués[3]

- En junio de 2012, en la Sala Martín C. Martínez del Senado, se colgó un retrato de Washington Beltrán Mullin, obra del pintor Osvaldo Leite. En la ocasión se realizó un homenaje y evocación de la figura de Beltrán como estadista.[7]

| Predecesor: Luis Giannattasio | Presidente del Consejo Nacional de Gobierno 1965-1966 | Sucesor: Alberto Héber Usher |